# Kôprovský potok
Der Kôprovský potok (slowakisch fälschlich auch Kôprový potok genannt; deutsch Koprovabach, seltener Dillenbach, ungarisch Koprova-patak oder Kapor-patak, polnisch Koprowa Woda) ist ein 12,8 km langer Bach in der Nordslowakei und einer der Quellflüsse der Belá in der Landschaft Liptau (slowakisch Liptov).
Der Bach entsteht in der westlichen Hohen Tatra durch Zusammenfluss der Bäche Temnosmrečinský potok und Hlinský potok und fließt weiter als der Hauptfluss des Tals Kôprová dolina, zuerst gegen Westen, wendet sich aber nach dem ersten Kilometer in ungefähr Richtung Südweste bis Südsüdwesten. Am Hang des Bergs Grúnik ändert der Kôprovský potok seine Richtung nach Westen und bildet nordöstlich von Podbanské mit dem Tichý potok den Fluss Belá.
Der Name ist ähnlich wie beim Tal von der slowakischen Bezeichnung der Alpen-Mutterwurz, kôprovníček bezobalný, abgeleitet worden.